# SCR J0630-7643
SCR J0630-7643是一個位於山案座附近的恆星系統，由兩顆紅矮星組成，距離地球約28.9光年。